# Philornis downsi
Philornis downsi is een parasitaire vlieg uit het geslacht van vliegen uit de familie van de echte vliegen (Muscidae). De vlieg werd ontdekt in Trinidad en in 1968 beschreven. Volwassen vliegen leven van fruit. De vlieg legt haar eitjes in de nesten van vogels. De larven voeden zich met het bloed en het weefsel van de jonge vogels. 

## Schadelijkeinvasieve soort
Deze soort is per ongeluk geïntroduceerd op de Galapagoseilanden. In de jaren 1990 werd duidelijk dat deze vlieg een bedreiging vormt voor de populaties van verschillende vogelsoorten waaronder de floreanaspotlijster, Charles' boomvink en de mangrovevink.